# Twentieth Century (pel·lícula)
Twentieth Century és una pel·lícula estatunidenca pre-Codi de 1934 dirigida per Howard Hawks i protagonitzada per John Barrymore i Carole Lombard. Gran part de la pel·lícula està ambientada al tren 20th Century Limited que viatja de Chicago a Nova York. Ben Hecht i Charles MacArthur van adaptar a Broadway la seva obra homònima de 1932 basada en l'obra no produïda Napoleon of Broadway de Charles Bruce Millholland, amb contribucions no acreditades de Gene Fowler i Preston Sturges.
Juntament amb Va succeir una nit de Frank Capra, també llançada el 1934 (que casualment té la mateixa música als títols inicials), Twentieth Century es considera un prototip per a la comèdia screwball. "La comèdia romàntica de foc ràpid d'Howard Hawks va establir els ingredients essencials de la screwball: una dama marejada, un heroi encantador, però desconcertat, un diàleg enlluernador i una mica de slapstick." El seu èxit va impulsar Lombard a les primeres files de les comèdies cinematogràfiques. La pel·lícula es va afegir al National Film Registry de la Biblioteca del Congrés dels Estats Units el 2011.

## Argument

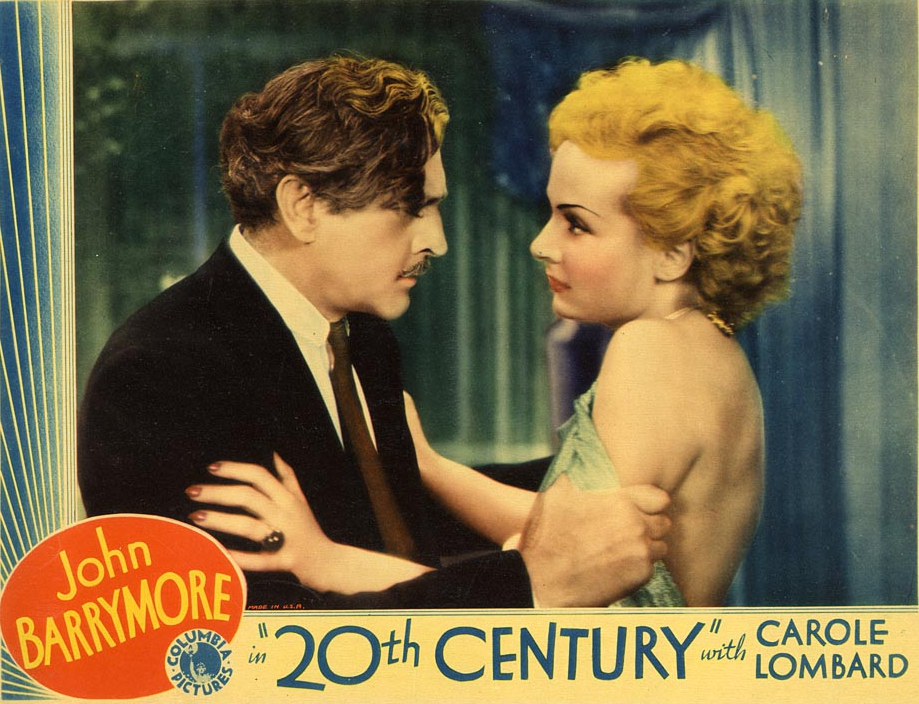
Targeta de Twentieth Century

L'emocionant Broadway empresari Oscar Jaffe (John Barrymore) agafa una model de roba interior desconeguda anomenada Mildred Plotka (Carole Lombard) i la converteix en l'estrella de la seva darrera obra, malgrat els greus recels de tots els altres, inclosos els seus dos pacients assistents, el comptable Oliver Webb (Walter Connolly) i el constantment borratxo Owen O'Malley (Roscoe Karns). Mitjançant un entrenament intensiu, Oscar transforma la seva protegida en l'actriu "Lily Garland", i tant ella com l'obra són èxits rotunds. La nit de l'estrena, després del seu triomf, ell va al seu vestidor per demanar disculpes abjectament pel seu comportament amb ella. Tal com estava previst, cau als seus braços, suplicant-li que no la deixi mai, i es converteixen en amants.
Tres anys més tard. La seva associació ha generat tres èxits més grans i Lily ha estat reconeguda com un talent transcendent. Com a parella, són famosos —o infames— per les seves espectaculars batalles.
Aleshores, la Lily intenta trencar la seva relació professional i personal, farta de l'excés de possessió de l'Oscar i el control de tots els aspectes de la seva vida. L'Oscar li parla de no fer-ho, prometent ser més confiat i menys controlador en el futur. En lloc d'això, contracta en secret una agència de detectius privada dirigida per McGonigle per vigilar-la en tots els seus moviments, fins i tot fins al punt d'escoltar el seu telèfon. Quan se n'assabenta, és la gota que fa vessar el got; marxa a Hollywood i aviat es converteix en una gran estrella de cinema.
Sense la Lily, l'Oscar produeix un fracàs rere un fracàs. Després d'una d'aquestes decepcions, per evitar ser empresonat pels seus deutes, es veu obligat a disfressar-se per pujar al luxós tren exprés 20th Century Limited que viatja des de Chicago fins a Grand Central Terminal de Nova York. Per casualitat, Lily Garland puja al tren en una parada posterior amb el seu xicot George Smith (Ralph Forbes). Després de prevaricar, Oscar veu una oportunitat per restaurar la seva fortuna i salvar la seva relació amb Lily.
Oscar planeja fer-la signar un contracte amb ell. Tanmateix, la Lily no vol tenir res més a veure amb ell. Està de camí per veure el rival (i antic empleat) de l'Oscar, Max Jacobs (Charles Lane), per protagonitzar la seva obra. Tanmateix, Oscar aconsegueix que George trenqui amb ella. Sabent que la Lily li ofereix l'última oportunitat d'èxit professional li explica el seu desig que ella interpreti a Maria Magdalena a la seva nova obra; "sensual, sense cor, però bonica –des de la canaleta, fins a la glòria–, pots veure-la Lily? – la petita descarada que acaba en llàgrimes al peu de la creu. Tindré Judes Iscariot escanyat amb els meus cabells". Aleshores, l'Oliver creu que ha trobat algú per finançar el projecte de l'Oscar, el seu company de viatge Mathew J. Clark (Etienne Girardot), sense adonar-se que Clark és un fugitiu inofensiu d'un manicomi. Quan l'Oscar és ferit lleument en una baralla amb Clark, fingeix que s'està morint i aconsegueix que una Lily, desconsolada, signi el seu contracte. La pel·lícula acaba amb el seu primer assaig, on l'Oscar torna al seu jo habitual, dominant una Lily desesperada.

## Repartiment
- John Barrymore com a Oscar Jaffe
- Carole Lombard com a Lily Garland, antigament Mildred Plotka
- Walter Connolly com a Oliver Webb
- Roscoe Karns com a Owen O'Malley
- Ralph Forbes com a George Smith
- Charles Lane com a Max Jacobs (com a Charles Levison)
- Etienne Girardot com a Mathew J. Clark
- Dale Fuller com a Sadie
- Edgar Kennedy com a Oscar McGonigle
- Billie Seward com a Anita

## Producció
La gènesi de Twentieth Century va ser Napoleon of Broadway, una obra de Charles Bruce Millholland sobre les seves experiències treballant per al llegendari i excèntric productor de Broadway David Belasco.
La seva obra no es va produir, però es va convertir en la base de la comèdia Hecht-MacArthur, que va durar 152 funcions a Broadway, començant el 29 de desembre de 1932, i que després van adaptar per a la pantalla gran. Howard Hawks no va ser la primera opció; Roy Del Ruth i Lewis Milestone havien estat preparats per dirigir abans que Hawks aconseguís la feina. Columbia va intentar aconseguir William Frawley del repartiment de Broadway, però en canvi va agafar en préstec a Roscoe Karns de Paramount.
Preston Sturges va ser contractat per escriure el guió cap a finals de novembre de 1933, però va ser eliminat del projecte una setmana més tard perquè no havia avançat prou. Llavors Columbia va intentar que Herman Mankiewicz l'escrigués, amb Felix Young per produir.
Twentieth Century, un títol que Columbia va considerar canviar perquè temien que molts occidentals no estarien familiaritzats amb el nom del tren- va estar en producció del 22 de febrer al 24 de març de 1934.
Durant el rodatge, hi va haver alguns problemes amb els censors de l'oficina Hays, que estaven preocupats per l'angle religiós de la comèdia de la pel·lícula, i van demanar que fos atenuat. Joseph Breen, que dirigia l'oficina, li preocupava que "hi haurà greus dificultats per induir un públic antisemita a acceptar una obra de teatre [pel·lícula cinematogràfica] produïda per una indústria que es creu que és jueva en la qual la Passió s'utilitza amb finalitat còmica." Finalment, l'oficina va demanar que s'eliminés una línia, que es va fer. També van sol·licitar que quedés menys clar on l'Oscar colpeja a Lily amb un passador.
Twentieth Century es va estrenar al Radio City Music Hall de Noav York el 3 de maig de 1934 i es va estrenar l'11 de maig.

## Recepció
A la seva ressenya de The New York Times de Twentieth Century, Mordaunt Hall va escriure: "John Barrymore està en bon estat a Twentieth Century" i "actua amb tanta imaginació i entusiasme". que mai no deixa de mantenir viva la imatge." Tots els actors principals. - Lombard ("ofereix un retrat capaç"), Connolly ("excel·lent") i Karns ("afegeix flaixos brillants"), així com Girardot ("un actiu") - també van ser elogiats. No obstant això, Hall estava menys entusiasmat amb l'estil de la comèdia, afirmant: "Sembla una llàstima que [Hecht i MacArthur] estiguessin temptats d'allunyar-se de tant en tant del regne de la comèdia moderada i satisfer la seva fantasia per l'humor bulliciós".
L'actuació a taquilla de Twentieth Century va ser descrita com a "lamentable". Va ser una decepció de taquilla.
La revista Time va dir "Twentieth Century és molt divertida, elegant, salvatge i improbable."
Rotten Tomatoes valora la pel·lícula amb un 86% de fresc, basant-se en 28 ressenyes.
El desembre de 2011, Twentieth Century va ser considerada "cultural, històricament o estèticament significativa" per la Biblioteca del Congrés dels Estats Units i seleccionada per la seva preservació al National Film Registry. En la seva introducció, el Registre va dir que la "farsa sofisticada sobre el tempestuós romanç d'un empresari egocèntric i l'estrella que crea no va sortir bé en el seu llançament, però ha arribat a ser reconeguda com a una de les millors comèdies cinematogràfiques de l'època, una que va donar a John Barrymore el seu últim gran paper cinematogràfic i a Carole Lombard el primer."

## Adaptacions
El 1978, Cy Coleman (música), Betty Comden i Adolph Green (llibre i lletra) van crear el musical escènic, On the Twentieth Century, basat en a la pel·lícula, l'obra original de Hecht i MacArthur i l'obra inèdita de Millholland. Va funcionar al Broadway durant 460 representacions, i es va reviure per a una actuació benèfica especial el 2005.